# Grande mosquée de Samarra
La grande mosquée de Samarra, ou mosquée al-Mutawakkil est une des plus importantes œuvres architecturales de l'Islam. Elle fut la plus grande mosquée de la civilisation islamique pendant des siècles dans l'éphémère capitale des califes abbassides à Samarra durant le IXe siècle et demeure un joyau de l'art abbasside. Son minaret en spirale hélicoïdale (Malwiya) en fait aussi un exemple unique, inscrit ainsi que l'ensemble de la vieille ville arabe au patrimoine mondial de l'UNESCO.

## Histoire
Les califes abbassides créaient fréquemment de nouvelles demeures princières pour se démarquer de leurs prédécesseurs, imitant le pouvoir et le cérémonial de cour perse sassanide. Certains califes faisaient construire de nouveaux sites en dehors des villes existantes voire fondaient de nouvelles villes. Au IXe siècle, la dynastie des califes abbassides créa ainsi une nouvelle ville qui devint en 833 la nouvelle capitale du califat en Irak, sur les bords du Tigre à 125 kilomètres au nord de Bagdad : Samarra. Une première mosquée y fut construite en 836 par le calife Al-Mutasim qui devint sous son successeur la plus grande mosquée du monde musulman.
Jafar al-Mutawakkil, calife abbasside de Bagdad de 847 à 861, construisit à Samarra plusieurs palais et deux mosquées : la mosquée Abu Dulaf et la grande mosquée de Samarra sur le site de la première mosquée. Elle fut construite entre 849 et 852 et fut utilisée jusqu'au XIe siècle puis abandonnée au fur et à mesure du déclin de la ville quand Bagdad redevint capitale des califes dès la fin du IXe siècle. Le site archéologique est aujourd'hui inscrit au Patrimoine mondial de l'UNESCO depuis 2007.

## Architecture

### Extérieur
De plan rectangulaire, elle mesure environ 239 mètres sur 156; ces proportions de 3/2 respectant les plans traditionnels de la plupart des mosquées. Elle a été construite en brique cuite et mortier de gypse, caractéristique de l'architecture abbasside. Ses murs renforcés de 44 tours semi-circulaires la font ressembler à une forteresse. Le mur est couronné dans sa partie supérieure d'une frise de brique décorée de stuc. Cette enceinte extérieure permettait d'accueillir plus de fidèles pour la grande prière du Vendredi. 16 portes ouvraient sur la mosquée composée d'une grande cour intérieure, ouverte et entourée d'arcades couvertes, dont celles du mur de la qibla sont les plus profondes. Ce plan hypostyle a clairement été inspiré par les premières mosquées du monde islamique, comme celle de Damas. La cour était initialement bordée de galeries à colonnades aujourd'hui disparues. Elle était entourée d'un mur d'enceinte bastionné de 444 mètres sur 376 que l'on nommait ziyada.

### Intérieur
La salle de prière se compose de 17 nefs. Des centaines de piliers massifs en briques et pierre brute soutenaient le toit plat en bois. Son plan « en T » est original ; on le retrouve à la grande mosquée de Kairouan. Elle était décorée de carreaux de céramique bleus et lustrés, de sculptures en stuc  et de mosaïques de verre et d'or flanqué de deux paires de colonnes de marbre rose; cette décoration à motifs floraux et géométriques est un des plus beaux exemples d'art décoratif abbasside. Il y avait de chaque côté de la salle de prière une ouverture; l'une par laquelle entrait l'imam, l'autre donnant sur un débarras où était entreposé le minbar transportable. Un autre bâtiment derrière le mihrab servait probablement à accueillir le calife.

## Le minaret: leMalwiya

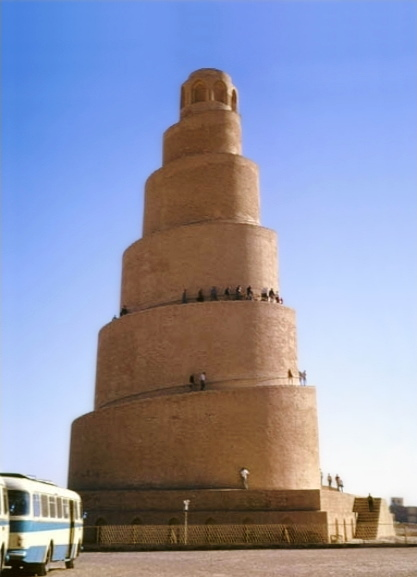
Minaret de la grande mosquée de Samarra.

Il s'agit du minaret le plus original du monde musulman, qu'on retrouve deux fois dans l'art islamique, datant également de la période abbasside. Séparé de la mosquée de 27 mètres au nord à laquelle il est relié par un pont, il est formé d'une base carrée de 32 mètres de long et sa structure hélicoïdale composée d'une rampe en spirale à 5 étages le fait culminer à 54 mètres de haut. Pour corriger l'illusion d'optique afin que tous les niveaux présentent visuellement la même hauteur vu du sol, la pente de la rampe augmente au fur et à mesure que le diamètre de la tour se rétrécit. Au sommet, large de 3,5 mètres, des traces de pavillon de bois laissent supposer un abri pour le muezzin. Le calife Al-Mutawakkil y serait monté au sommet à dos d'un âne blanc.

## La portée artistique de la mosquée

Pieter Brueghel l'Ancien: tour de Babel, vers 1563, Kunsthistorisches Museum, Vienne.

Le calife Jafar al-Mutawakkil fit aussi construire une nouvelle ville plus au nord à laquelle il donna son prénom : Jafariya. C'est dans cette nouvelle ville qu'il fit construire un nouveau palais et une nouvelle mosquée, réplique de celle de Samarra : la mosquée Abou Doulaf. Le plan est identique mais les dimensions sont plus réduites. Le plan rectangulaire de mêmes proportions mesure 213 mètres sur 165 et la hauteur de son minaret n'est que de 16 mètres, sur le modèle du Malwiya. L'autre exemple de minaret à spirale, probablement inspiré du Malwiya se retrouve en Égypte à la mosquée Ibn Touloun, construite également au IXe siècle par le gouverneur abbasside d'Égypte Ahmad Ibn Touloun, fondateur de la dynastie des Toulounides. D'autre part, la portée artistique de ce minaret est probablement à l'origine de la représentation ultérieure dans l'art occidental des ziggourats mésopotamiennes, par exemple dans La Tour de Babel du peintre brabançon Pieter Brueghel l'Ancien (1563).

## Actualité
En 2005, le minaret fut endommagé par l'explosion d'une bombe. Samarra est en effet au cœur des conflits religieux irakiens entre sunnites et chiites car la ville comporte aussi un lieu sacré des chiites, le sanctuaire Al-Askari, lui-même également endommagé par deux attentats en 2006. Les insurgés auraient visé les troupes américaines qui se seraient servi du minaret comme poste de surveillance. La partie supérieure a été endommagée mais cet événement a accéléré le placement du site archéologique sur la liste du Patrimoine mondial en péril de l'UNESCO en 2007. L'UNESCO a ainsi restauré une partie de la muraille et du minaret.